# Kim Ji-won (Boxer)
Kim Ji-won (* 6. August 1959 in Seoul, Südkorea) ist ein ehemaliger südkoreanischer Boxer im Superbantamgewicht. 

## Profikarriere
Am 24. Januar 1982 gab er erfolgreich sein Profidebüt. Sein 4. und 7. Kampf ging jeweils unentschieden aus. Am 18. September 1983 bezwang er Chan Jung Chun über 10 Runden durch einstimmigen Beschluss und errang dadurch den südkoreanischen Meistertitel. Im Dezember desselben Jahres trat er gegen Little Bangoyan um die vakante OPBF-Meisterschaft an und gewann ebenfalls einstimmig nach Punkten. 
Nach insgesamt vier aufeinanderfolgenden Verteidigungen dieses Titels boxte er am 3. Januar 1985 gegen Sung-In Suh um den Weltmeisterschaftsgürtel des Verbandes IBF und gewann in einem auf 15 Runden angesetzten Fight in der 10. Runde durch klassischen K. o. Diesen Titel verteidigte er noch im selben Jahr gegen Ruben Dario Palacios, Bobby Berna und abermals gegen Sung-In Suh und im darauffolgenden Jahr mit einem technischen K.-o.-Sieg in Runde 2 gegen Rudy Casicas. Nach dieser erfolgreichen Titelverteidigung beendete er seine Karriere und trat somit als ungeschlagener IBF-Weltmeister zurück.